# 尼泊尔耳蕨
尼泊尔耳蕨（学名：Polystichum nepalense），为鳞毛蕨科耳蕨属下的一个植物种。也称软骨耳蕨。